# Suzanne Lilar

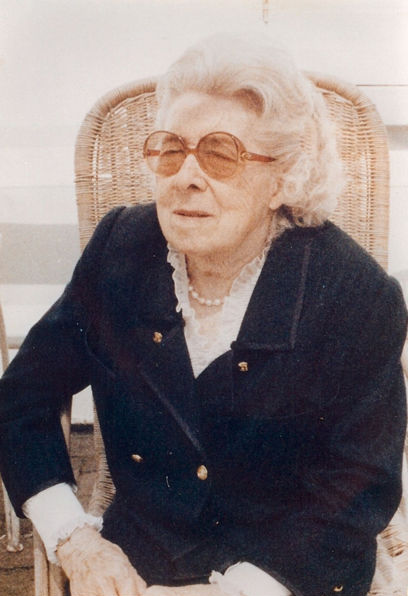
Suzanne Lilar

Suzanne Lilar (geboren 21. Mai 1901 als Suzanne Verbist in Gent; gestorben 12. Dezember 1992 in Brüssel) war eine belgische Schriftstellerin, die in französischer Sprache schrieb.

## Leben
Suzanne Verbist stammte aus einer flämischen Familie, die sich zum frankophonen Bürgertum in Gent zählte. Ihr Vater Eugène Verbist war Bahnhofsvorsteher in Rabot, ihre Mutter Hélène Van Ghelder arbeitete als Lehrerin. Sie wuchs zweisprachig in Gent auf, während der deutschen Besetzung im Ersten Weltkrieg besuchte sie zeitweise auch eine flämische Schule.
Verbist studierte ab 1919 Philosophie und Rechtswissenschaften an der Universität Gent, machte 1925 dort als erste Frau ein juristisches Examen und wurde als erste Frau in Antwerpen als Rechtsanwältin zugelassen. Nach einer ersten Ehe 1923 mit Daniel Delmotte heiratete sie 1929 den Anwalt Albert Lilar, der eine Karriere in der Liberalen Partei machte und Minister wurde. Ihre Töchter waren die Schriftstellerin Françoise Mallet-Joris (1930–2016), ein Pseudonym, und die Kunsthistorikerin Marie Fredericq-Lilar (geboren 1934). Sie wurde 1976 mit ihrem Mann zur Baronesse erhoben. Nach dem Tod Albert Lilars im Jahr 1976 zog sie von Antwerpen nach Brüssel.
Lilar begann ihre literarische Karriere 1926 bis 1931 als Journalistin bei der Zeitung Le Matin und betreute die Gerichtsberichte. Sie verfasste 1931 eine Reportage über die Spanische Republik für die Zeitung L'Indépendance belge. Zwischen 1930 und 1940 war sie in der Ehe für die beiden Töchter zuständig. So erschien ihr erstes Theaterstück erst 1945. Sie schrieb Dramen, Romane, Erzählungen und Essays. Lilar erhielt 1954 für Journal de l'analogiste den Prix Sainte-Beuve und 1977 den Prix Saint-Simon. Der Roman La confession anonyme wurde 1983 vom belgischen Regisseur André Delvaux unter dem Titel Benvenuta verfilmt.

## Schriften (Auswahl)

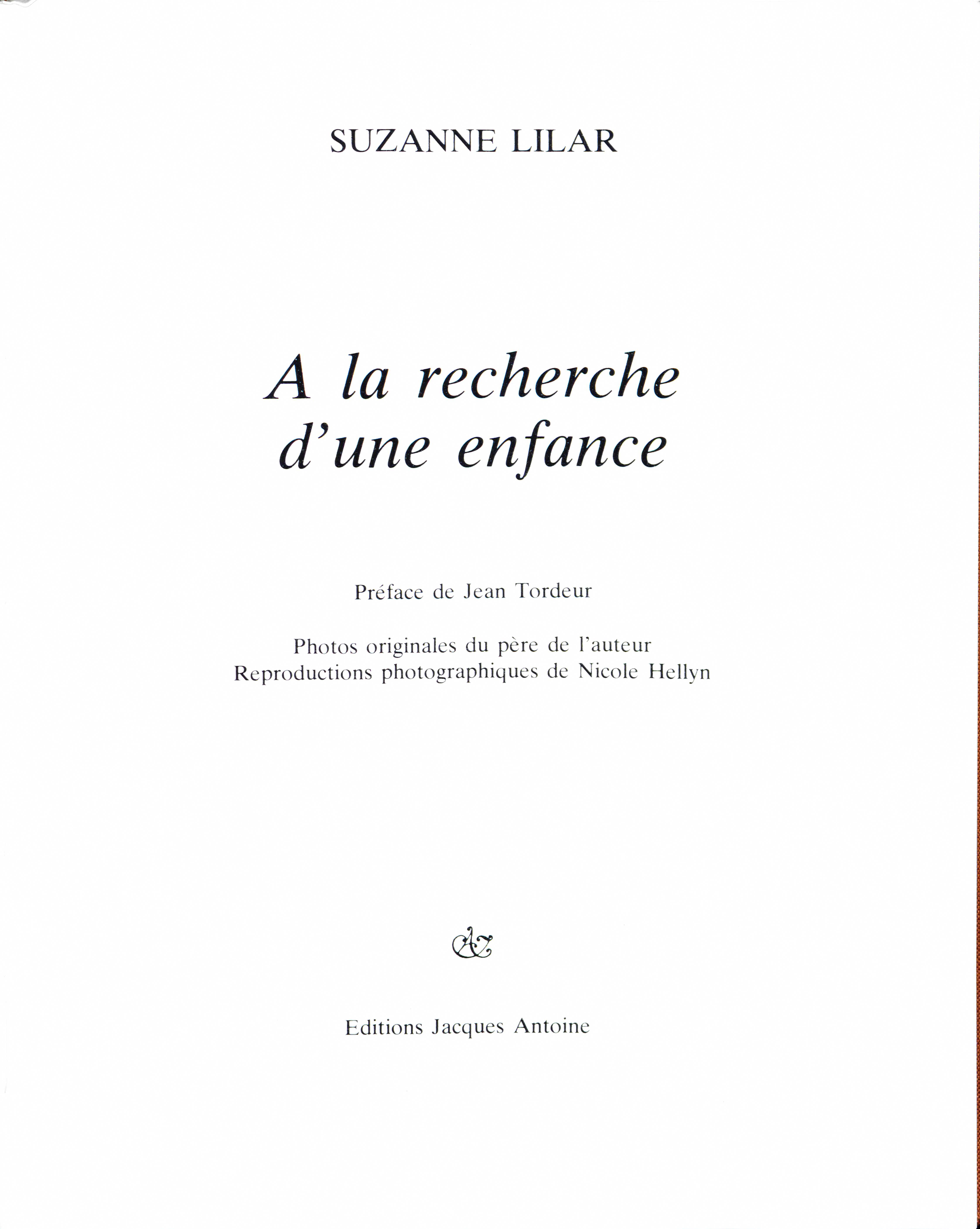
A la recherche d'une enfance, 1979

- Le Burlador. Drama. Brüssel: Éditions des Artistes, 1945
- Tous les chemins mènent au ciel. Drama. Brüssel: Éditions des Artistes, 1947
- The Belgian Theatre since 1890. New York, Belgian Government Information Center, 1950
- Le Roi lépreux. Drama. Brüssel: Les Éditions Lumière, 1951
- Soixante ans de théâtre belge. 1952
- Journal de l'analogiste. Essays. Paris: Éditions Julliard, 1954. Neuausgabe mit einem Vorwort von Julien Gracq, Paris : Grasset, 1978
- Théâtre et mythomanie. Porto, 1958
- La confession anonyme. Erzählungen. Paris: Éditions Julliard, 1960
- Le Divertissement portugais. Erzählungen. Paris: Éditions Julliard, 1960
- Le Couple. Essays. Paris: Grasset, 1963
- A propos de Sartre et de l'amour. Essays. Paris: Éditions Bernard Grasset, 1967
- mit Jean Gilbert-Dreyfus: Le Malentendu du Deuxième Sexe. Essays. Paris: Presses Universitaires de France, 1969
- Une enfance gantoise. Paris: Grasset, 1976, ISBN 2-246-00374-1
- A la recherche d'une enfance. Vorwort Jean Tordeur. Brüssel: Éditions Jacques Antoine, 1979
- Cahiers Suzanne Lilar. Tagungsband Brüssel 1983. Paris: Gallimard, 1986, ISBN 2-07-070632-X
- Théåtre. Collection Poésie Théåtre Roman. Mit einer Bibliographie von Martine Gilmont. Paris: Académie Royale de Langue de Littérature Françaises, 1999, ISBN 2-8032-0033-3